# Bureau philatélique de Tuvalu
Le Bureau philatélique de Tuvalu (officiellement Tuvalu Philatelic Bureau et maintenant utilisant le nom de Tuvalu Post Limited) est l'organisme gouvernemental de Tuvalu qui émet de nouveaux timbres et enveloppes premier jour, qui sont disponibles à l'achat par les collectionneurs de timbres du monde entier. Le Bureau est situé à Funafuti.
La vente de timbres est depuis l'indépendance de Tuvalu en 1976 une importante source de revenus pour le pays et le gouvernement. Cependant, ces revenus ont considérablement diminué ces dernières années.

## Historique
Le Bureau philatélique de Tuvalu a été créé le 1er janvier 1976, jour de la dissolution de la colonie des îles Gilbert et Ellice et de la création de Tuvalu avec un statut de dépendance britannique distinct. Les premiers dispositifs d'oblitération de timbres-poste ont été mis en service le même jour. Le premier set de timbres émis est un ensemble de timbres déjà paru mais surchargés provisoirement et un ensemble commémoratif de trois timbres,,. Tuvalu est devenu totalement indépendant au sein du Commonwealth le 1er octobre 1978.
Les activités commerciales philatéliques sont autorisées par l'Ordonnance du Bureau philatélique de Tuvalu (1982). Dans les années 1984 à 1988, le bureau a produit près de 800 timbres différents pour l'ensemble des atolls de Tuvalu. Karl Tili a été le premier directeur général tuvaluan du Bureau philatélique de Tuvalu de 1989 au 31 décembre 2011. En 1990, le Bureau Philatélique de Tuvalu avait déjà commercialisé 552 timbres. Durant des années, le Bureau philatélique de Tuvalu représentait la principale ressource de revenus de l'étranger atteignant même 500 000 USD. Vers 2009, les revenus annuels avaient diminué à environ 50 000 USD annuellement. En 2010 et 2014, la production de timbres a atteint les 130 modèles annuellement auxquels il faut ajouter environ 40 feuilles miniatures dépassant les besoins postaux réels.
En 2013, le gouvernement de Tuvalu proposait de fusionner le Bureau avec le bureau de poste de Tuvalu, qui est réglementé par la loi de 1977 sur le bureau de poste de Tuvalu. Le bureau de poste de Tuvalu n'est pas constitué séparément et est un département gouvernemental.

## Bulletin du Bureau philatélique de Tuvalu
Le Bureau philatélique de Tuvalu publie un bulletin depuis mars 1976, initialement sous le nom de News and Views. En 1999, le nom a été changé en Tuvalu Philatelic Bureau Newsletter. Le bulletin fournit des informations sur les nouvelles émissions de timbres et des articles sur Tuvalu.